# Carrizal, Santa María Tlahuitoltepec
Carrizal är en ort i Mexiko.   Den ligger i kommunen Santa María Tlahuitoltepec och delstaten Oaxaca, i den sydöstra delen av landet, 400 km sydost om huvudstaden Mexico City. Carrizal ligger 1 633 meter över havet och antalet invånare är 111.
Terrängen runt Carrizal är kuperad åt sydväst, men åt nordost är den bergig. Runt Carrizal är det ganska tätbefolkat, med 62 invånare per kvadratkilometer. Närmaste större samhälle är Tamazulápam del Espíritu Santo, 7,4 km sydost om Carrizal. I omgivningarna runt Carrizal växer i huvudsak blandskog.